# الدوري الإنجليزي لكرة القدم 1977–78
الدوري الإنجليزي لكرة القدم 1977–78 (بالإنجليزية: 1977–78 Football League)‏ هو موسم من دوري كرة القدم الإنجليزي. فاز فيه نوتينغهام فورست.